# 에르콜라노
에르콜라노(이탈리아어: Ercolano)는 이탈리아 캄파니아주 나폴리현에 위치한 코무네다. 나폴리 남동쪽에 있다. 중세 도시인 레시나는 베수비오 산의 분화로 파괴된 헤르쿨라네움 위에 덮인 화산 물질위에 지어졌다. 에르콜라노는 리조트와 헤르쿨라네움 유적지, 버스를 타고 베수비오 산을 올라가는 트랙킹이 있다. 게다가 가죽 제품들과 배지, 유리, 라크리마 크리스티로 잘 알려진 와인 생산지로도 유명하다.

## 같이 보기
- 헤르쿨라네움
- 오플론티스
- 폼페이
- 스타비아에